# エスタディオ・Dr.マガリャンイス・ペッソア
エスタディオ・Dr.マガリャンイス・ペッソア（ポルトガル語: Estádio Dr. Magalhães Pessoa）は、ポルトガル・レイリアにある多目的スタジアム。2003年に開場し、UDレイリアがホームスタジアムとして使用している。

## 概要
UEFA EURO 2004に向けて建設され、2003年11月19日、ポルトガル代表対クウェート代表の親善試合でこけら落としとなった。
開場から20年近くになるこのスタジアムは、2020年末時点でいまだに約2,000万ユーロもの債務が残っており、多額の収入が見込めるイベント開催に繋げることが火急の課題となっている。

## 開催された主な大会・試合
- UEFA EURO 2004

| 日付          | ホームチーム | 結果 | アウェーチーム | ラウンド  |
| ------------- | ------------ | ---- | -------------- | --------- |
| 2004年6月13日 | スイス       | 0-0  | クロアチア     | グループB |
| 2004年6月17日 | クロアチア   | 2-2  | フランス       | グループB |

- 国際Aマッチ

| 日付           | ホームチーム | 結果 | アウェーチーム | ラウンド                      |
| -------------- | ------------ | ---- | -------------- | ----------------------------- |
| 2003年11月19日 | ポルトガル   | 8-0  | クウェート     | 親善試合                      |
| 2004年9月8日   | ポルトガル   | 4-0  | エストニア     | 2006 FIFAワールドカップ・予選 |
| 2007年11月17日 | ポルトガル   | 1-0  | アルメニア     | UEFA EURO 2008予選            |
| 2016年3月29日  | ポルトガル   | 2-1  | ベルギー       | 親善試合                      |

## ギャラリー

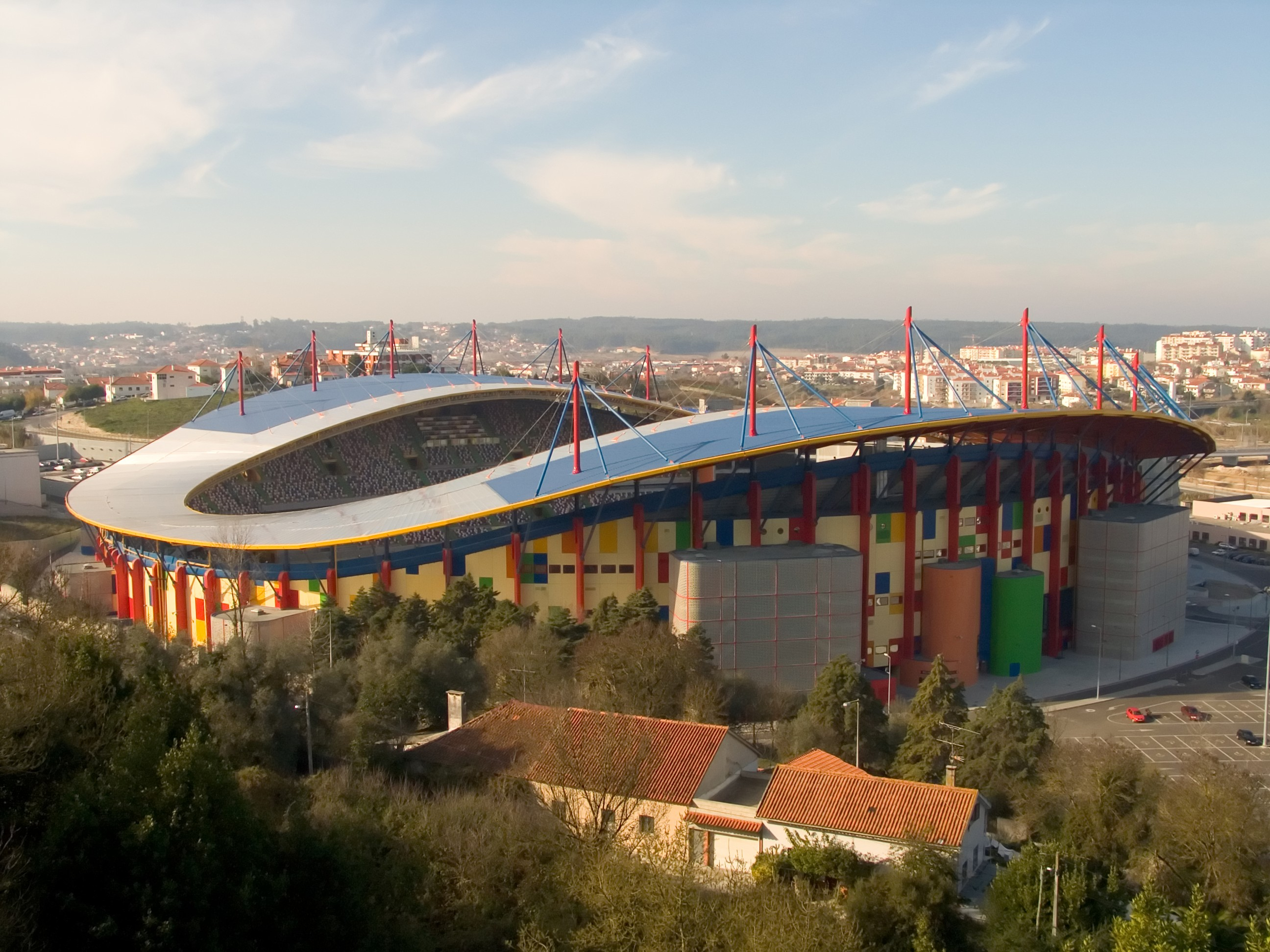
2005年の内観
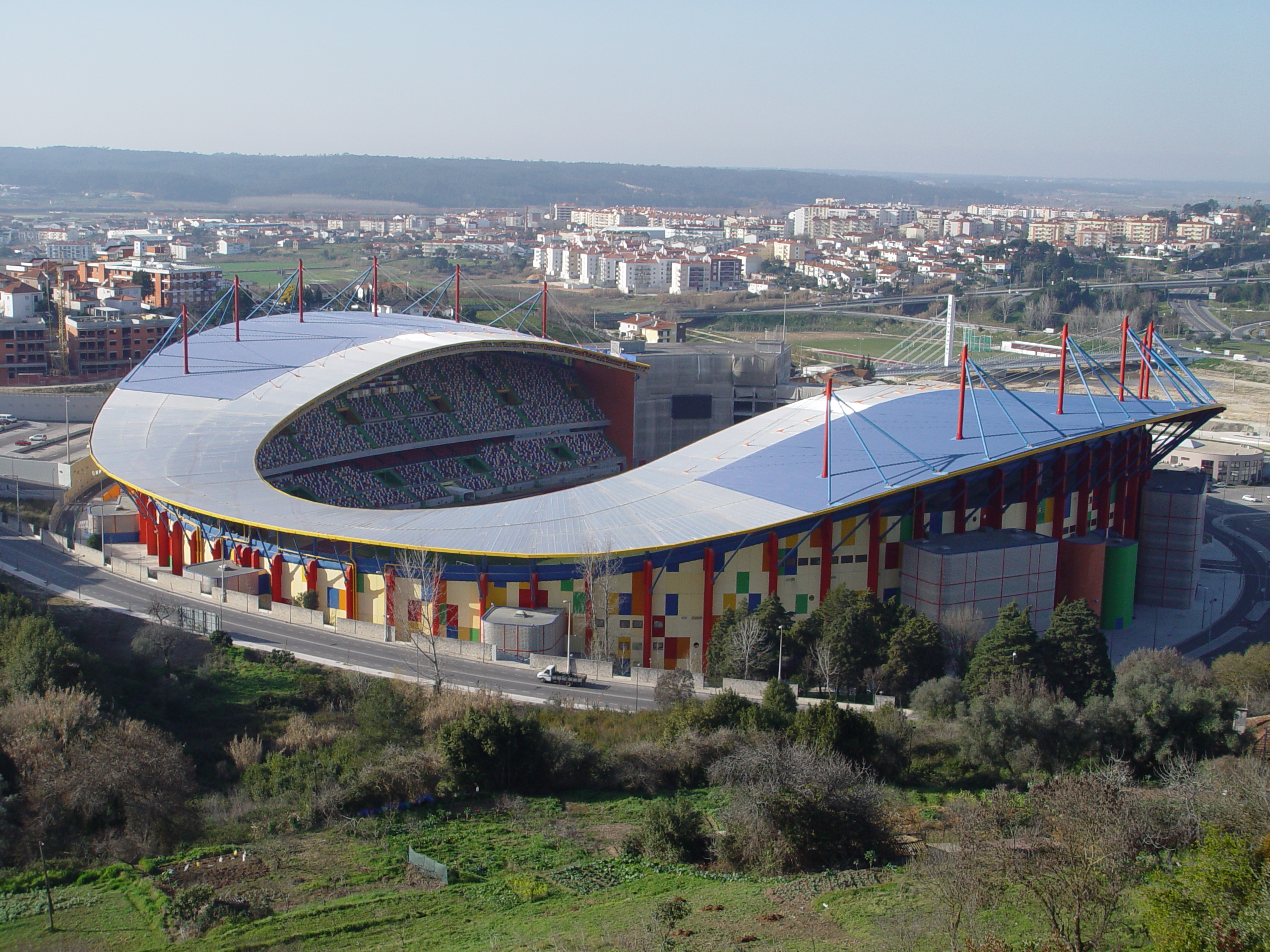
2006年の外観
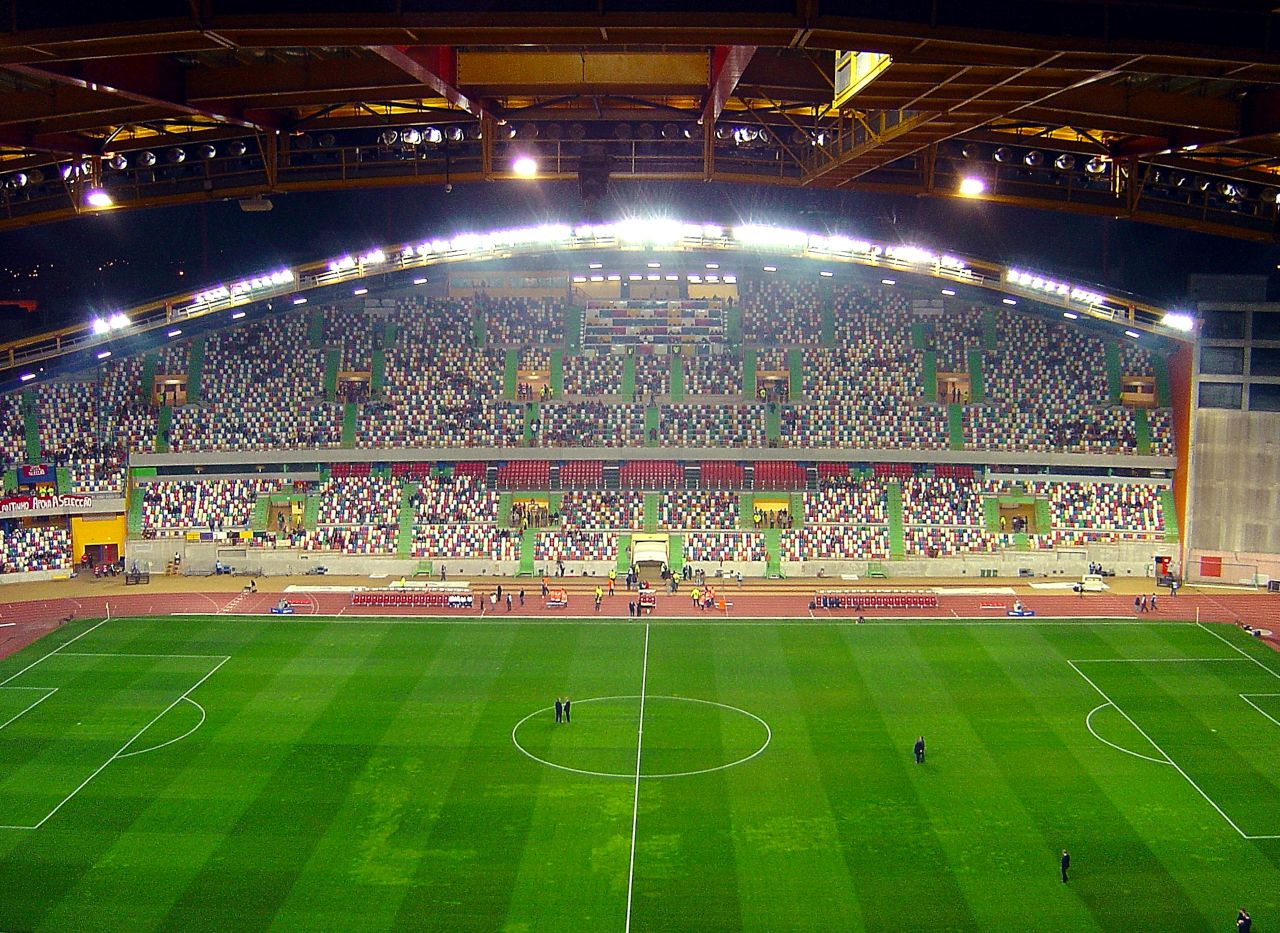
2007年の内観